# Alfred Fehse
Franz Emil Alfred Fehse (* 29. November 1883 in Berlin; † 17. Oktober 1943 ebenda) war ein deutscher Architekt.

## Leben
Alfred Fehse erhielt nach dem Besuch einer Volksschule eine Ausbildung als Zeichengehilfe. Zwischen 1901 und März 1908 besuchte er die von Alfred Grenander geleitete Fachklasse für architektonisches Zeichnen an der Unterrichtsanstalt des Kunstgewerbemuseums. Er wurde danach der wohl wichtigste Mitarbeiter Grenanders über mehr als zwei Jahrzehnte. Seine ersten Mitarbeiten bei Grenander erfolgten von 1911 bis 1913 beim Bau des Umspannwerks des U-Bahnhofs Senefelderplatz und von 1913 bis 1916 beim Bau des Verwaltungsgebäudes der Knorr-Bremse AG.
Nach den bereits ab 1913 von Heinrich Jennen erstellten Plänen für U-Bahnhöfe der Nord-Südbahn in Berlin erstellte er ab 1916 gemeinsam mit Grenander die Ausführungspläne für die U-Bahnhöfe Oranienburger Tor, Schwartzkopffstraße, Friedrichstraße, Reinickendorfer Straße, Seestraße, Französische Straße, Stadtmitte, Stettiner Bahnhof (seit 2009 Naturkundemuseum) und Kochstraße.
Nach dem Tod von Jennen im Jahr 1920 erstellte er gemeinsam mit Grenander die Pläne für die U-Bahnhöfe Schönleinstraße, Kottbusser Tor, Neanderstraße (seit 1960 Heinrich-Heine-Straße), Rathaus Neukölln, Bergstraße (seit 1946 Karl-Marx-Straße), Boddinstraße, Hermannplatz, Leinestraße, Rosenthaler Platz, Alexanderplatz, Jannowitzbrücke, Weinmeisterstraße, Bernauer Straße, Gesundbrunnen und die Erweiterung der Berliner Nord-Südbahn in Richtung Tempelhof mit den Bahnhöfen Belle-Alliance-Straße (seit 1947 Mehringdamm) und Kreuzberg (seit 1975 Platz der Luftbrücke).